# Yalape
Yalape es un sitio arqueológico perteneciente a la cultura chachapoyas. Se encuentra en el distrito de Levanto, provincia de Chachapoyas, departamento de Amazonas, en Perú. La construcción data alrededor del año 1100 a 1470 d. C. Abarca cinco hectáreas de extensión y se caracteriza por tener varias plataformas y terrazas en base circular. Esta decoradas con frisos en forma romboides en las paredes. La edificación fue construido en piedra caliza. Fue declarado Patrimonio Cultural de la Nación, mediante RDN N.º 196/INC-2003.

## Ubicación
Está situado en el kilómetro 17 de la carretera Chachapoyas - Levanto, en el distrito de Levanto, y una altitud de 2900 m s. n. m.